# Olympische Sommerspiele 2012/Rhythmische Sportgymnastik – Gruppe
Der Gruppenwettbewerb in der Rhythmischen Sportgymnastik bei den Olympischen Spielen 2012 in London wurde vom 9. bis zum 12. August 2012 in der Wembley Arena ausgetragen. Insgesamt traten 72 Athletinnen an.
Der Wettbewerb bestand aus einer Qualifikationsrunde und dem Finale. Jedes Team trat sowohl in Qualifikation als auch im Finale zweimal mit jeweils fünf Turnerinnen an. Beim ersten Mal wurde mit fünf Bällen geturnt, die zweite Vorführung erfolgte mit drei Bändern und zwei Reifen. Die beiden Wertungen wurden zu einer Gesamtnote addiert. Die besten acht Mannschaften qualifizierten sich fürs Finale.

## Mannschaften
- Bulgarien:

Reneta Kamberowa, Mihaela Marvska, Tsvetelina Naydenova, Elena Todorowa, Hristiana Todorowa, Katrin Vekova
- Deutschland

Mira Bimperling, Judith Hauser, Nicole Müller, Camilla Pfeffer, Cathrin Puhl, Sara Radman
- Griechenland

Eleni Doika, Alexia Kyriazi, Evdokia Loukagkou, Stavroula Samara, Vasileia Zachou, Marianthi Zafiriou
- Großbritannien

Georgina Cassar, Jade Faulkner, Francesca Fox, Lynne Hutchison, Louisa Pouli, Rachel Smith
- Israel:

Moran Buzovski, Viktoriya Koshel, Noa Palatchy, Marina Shults, Polina Zakaluzny, Eliora Zholkovski
- Italien:

Elisa Blanchi, Romina Laurito, Marta Pagnini, Elisa Santoni, Angelica Savrayuk, Andreea Ștefănescu
- Japan:

Natsuki Fukase, Airi Hatakeyama, Rie Matsubara, Rina Miura, Nina Saeedyokota, Kotono Tanaka
- Kanada

Katrina Cameron, Rose Cossar, Alexandra Landry, Anastasiya Muntyanu, Anjelika Reznik, Kelsey Titmarsh
- Russland:

Anastassija Blisnjuk, Uljana Donskowa, Xenija Dudkina, Alina Makarenko, Anastassija Nasarenko, Karolina Sewastjanowa
- Spanien:

Loreto Achaerandio, Sandra Aguilar, Elena López, Lourdes Mohedano, Alejandra Quereda, Lidia Redondo
- Ukraine:

Olena Dmytrasch, Jewgenija Gomon, Waleria Gudim, Wiktorija Lenischin, Wiktorija Mazur, Switlana Prokopowa
- Belarus:

Marina Hantscharowa, Anastassija Iwankowa, Natalja Leschtschik, Aljaksandra Narkewitsch, Xenia Sankowitsch, Alina Tumilowitsch

## Qualifikation
Bälle: 9. August 2012, 13:00 Uhr MESZ

Band und Reifen: 10. August 2012, 13:00 Uhr MESZ
| Platz | Mannschaft     | 5 × Ball | 5 × Ball    | 3 × Reifen 2 × Keulen | 3 × Reifen 2 × Keulen | Gesamt |
| Platz | Mannschaft     | Punkte   | Strafpunkte | Punkte                | Strafpunkte           | Gesamt |
| ----- | -------------- | -------- | ----------- | --------------------- | --------------------- | ------ |
| 1     | Russland       | 28,375   |             | 28,000                |                       | 56,375 |
| 2     | Italien        | 28,100   |             | 27,700                |                       | 55,800 |
| 3     | Belarus        | 27,900   |             | 26,850                |                       | 54,750 |
| 4     | Bulgarien      | 27,250   |             | 27,375                |                       | 54,625 |
| 5     | Spanien        | 27,150   |             | 27,400                |                       | 54,550 |
| 6     | Ukraine        | 27,050   |             | 27,100                |                       | 54,150 |
| 7     | Israel         | 26,500   |             | 26,600                |                       | 53,100 |
| 8     | Japan          | 26,725   |             | 26,300                | 0,40                  | 53,025 |
| 9     | Griechenland   | 25,875   |             | 26,000                |                       | 51,875 |
| 10    | Deutschland    | 24,500   |             | 25,150                | 0,05                  | 49,650 |
| 11    | Kanada         | 24,050   |             | 23,975                |                       | 48,025 |
| 12    | Großbritannien | 24,150   |             | 23,850                | 0,05                  | 48,000 |

## Finale
12. August 2012, 14:30 Uhr MESZ
| Platz | Mannschaft | 5 × Ball | 5 × Ball    | 3 × Reifen 2 × Keulen | 3 × Reifen 2 × Keulen | Gesamt |
| Platz | Mannschaft | Punkte   | Strafpunkte | Punkte                | Strafpunkte           | Gesamt |
| ----- | ---------- | -------- | ----------- | --------------------- | --------------------- | ------ |
| 1     | Russland   | 28,700   |             | 28,300                |                       | 57,000 |
| 2     | Belarus    | 27,825   |             | 27,675                |                       | 55,500 |
| 3     | Italien    | 28,125   |             | 27,325                | 0,20                  | 55,450 |
| 4     | Spanien    | 27,400   |             | 27,550                |                       | 54,950 |
| 5     | Ukraine    | 27,200   |             | 27,175                |                       | 54,375 |
| 6     | Bulgarien  | 27,950   |             | 26,425                |                       | 54,375 |
| 7     | Japan      | 27,000   |             | 27,100                |                       | 54,100 |
| 8     | Israel     | 26,725   |             | 26,675                |                       | 53,400 |

Im fünften olympischen Wettkampf war es der vierte russische Sieg in Folge.

## Bildergalerie

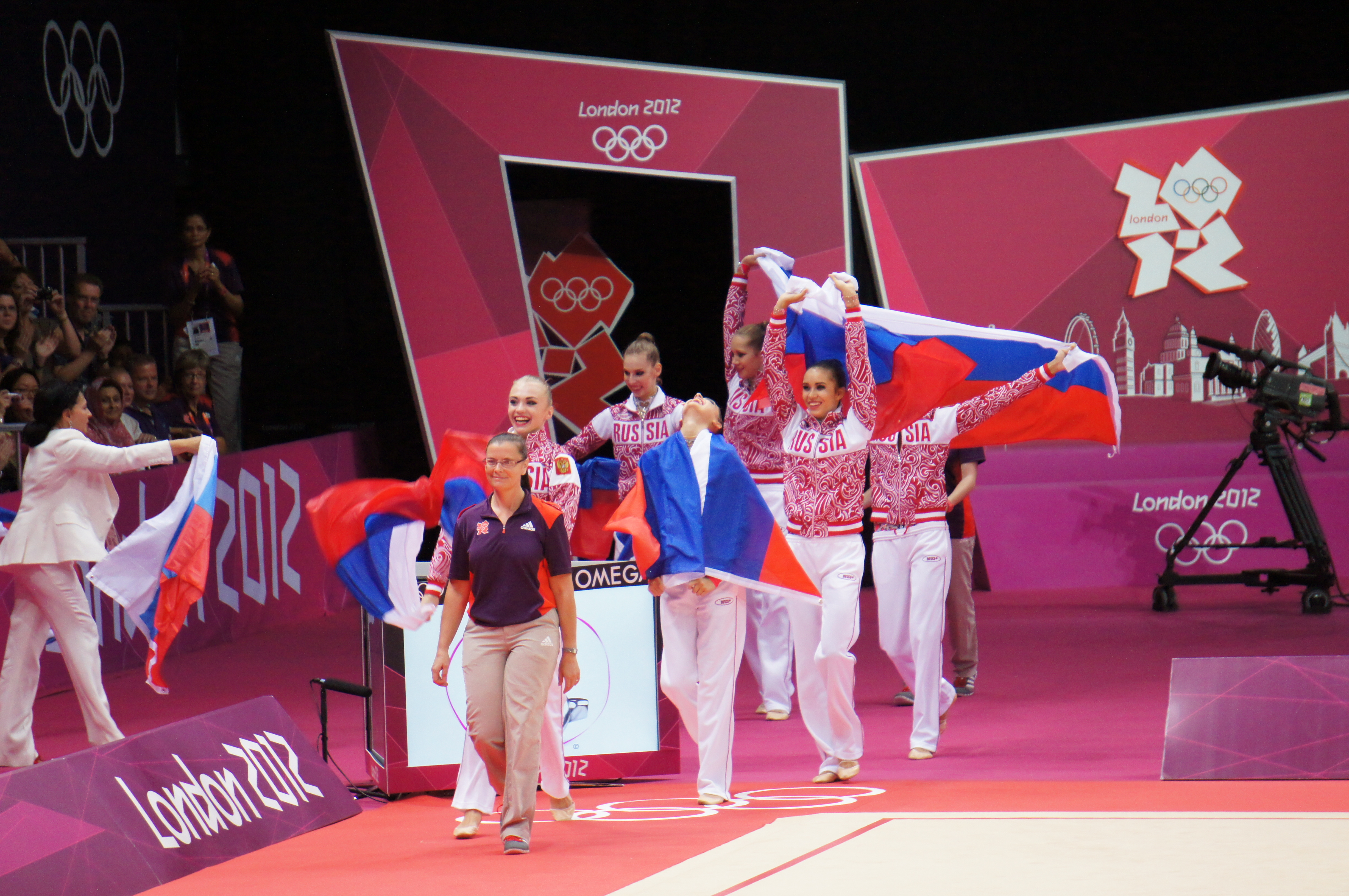
Olympiasieger Russland
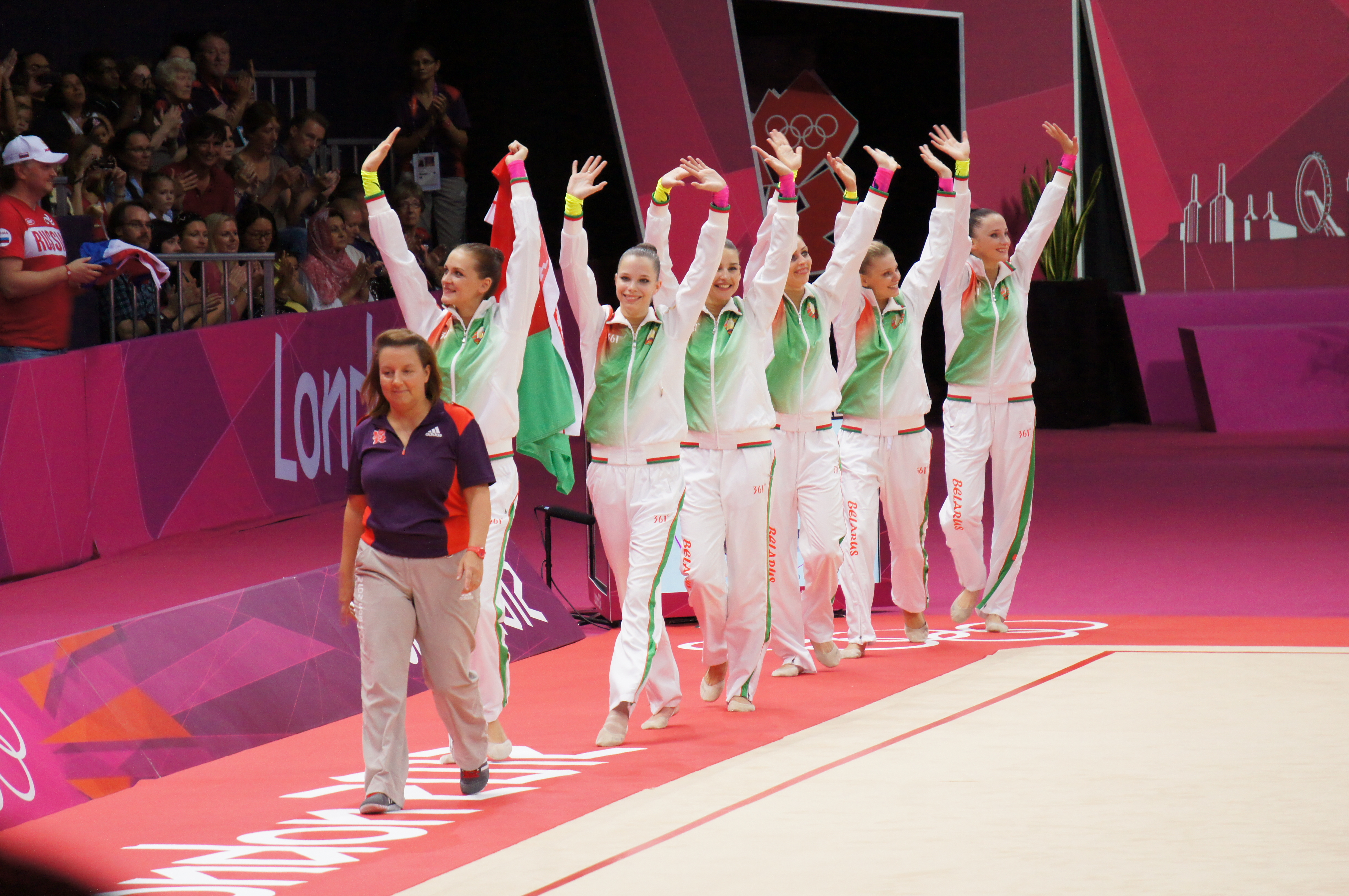
Weißrussland gewinnt Silber
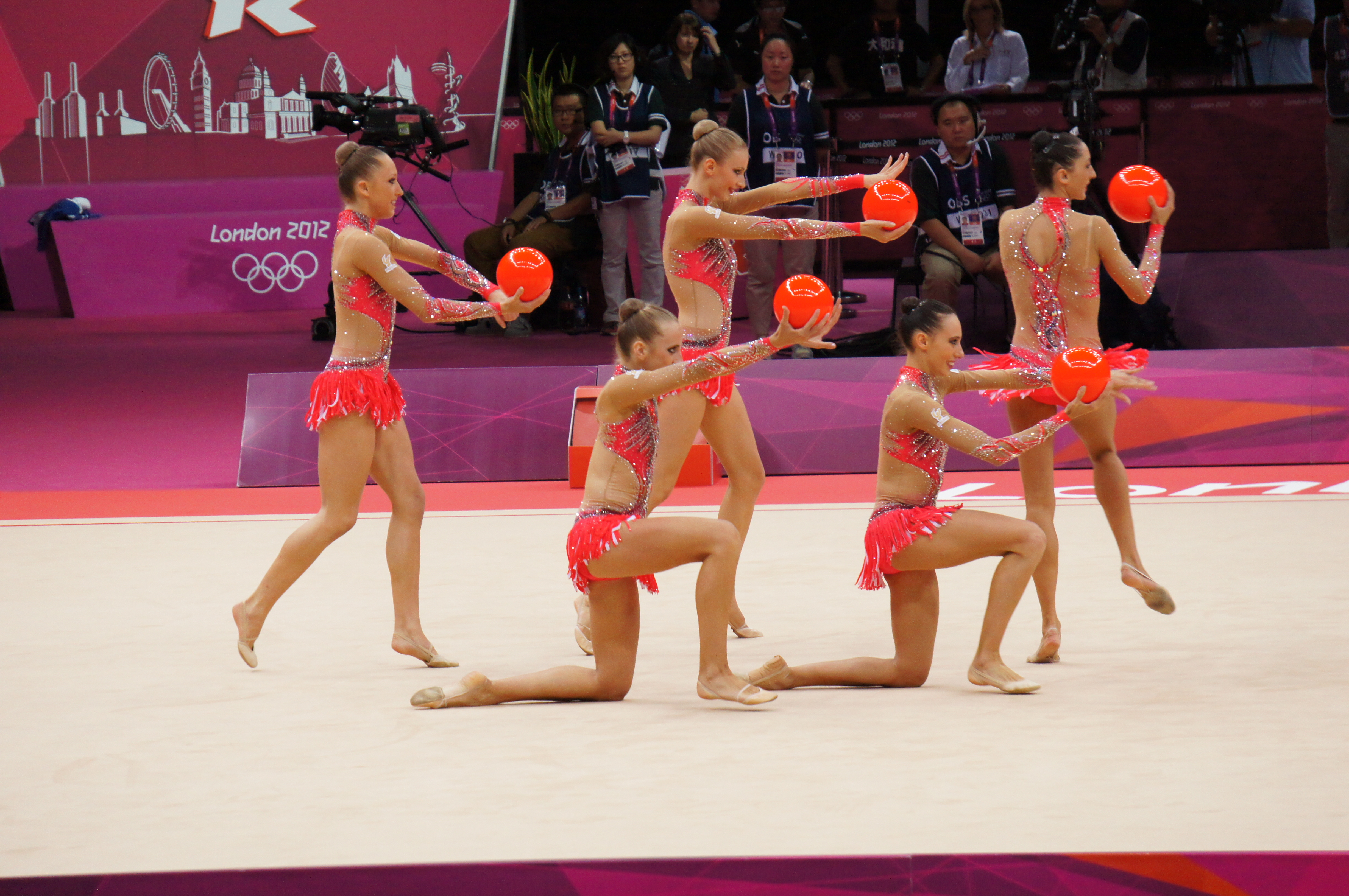
Italien gewinnt Bronze
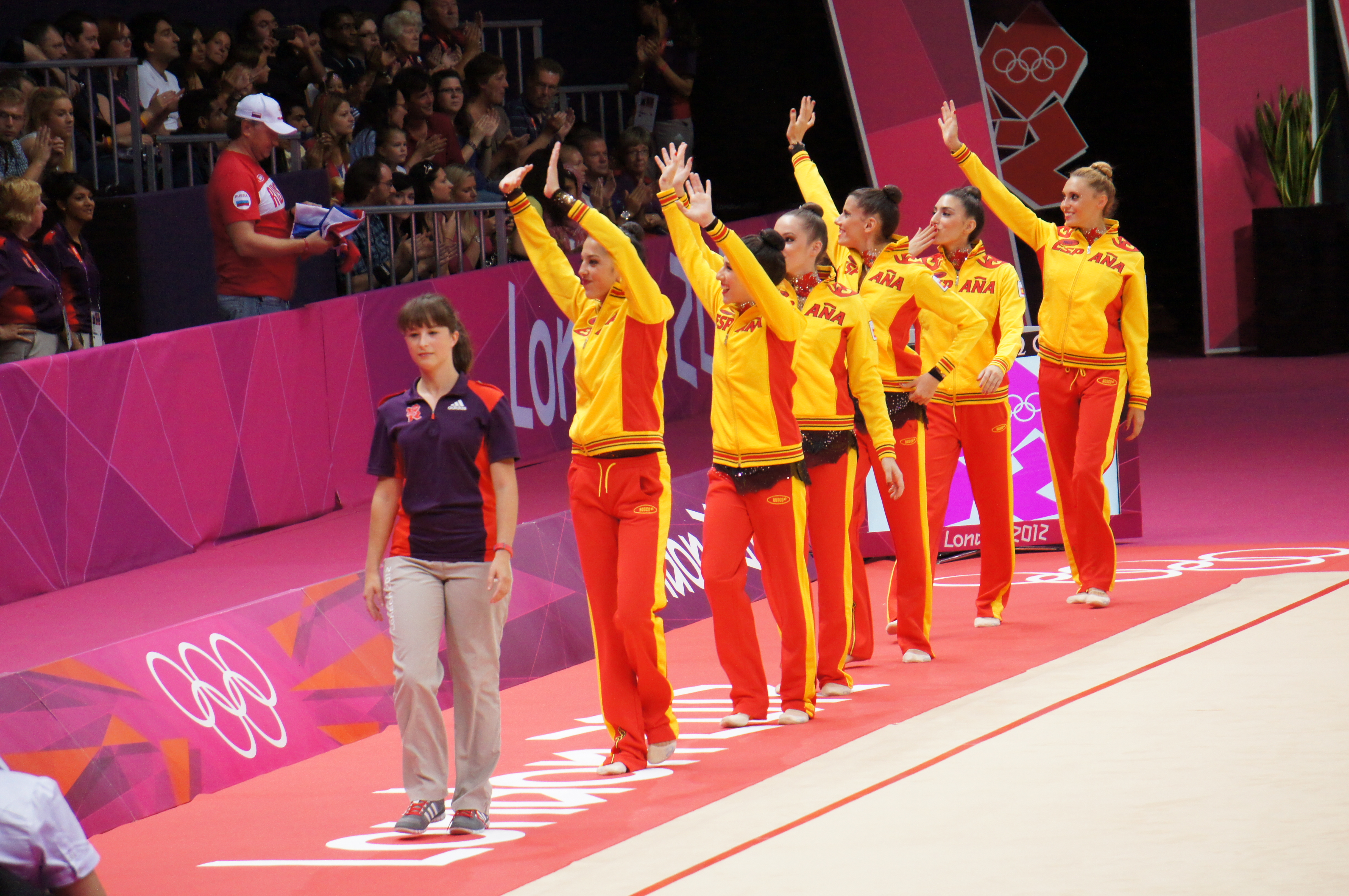
Spanien erreicht Platz 4

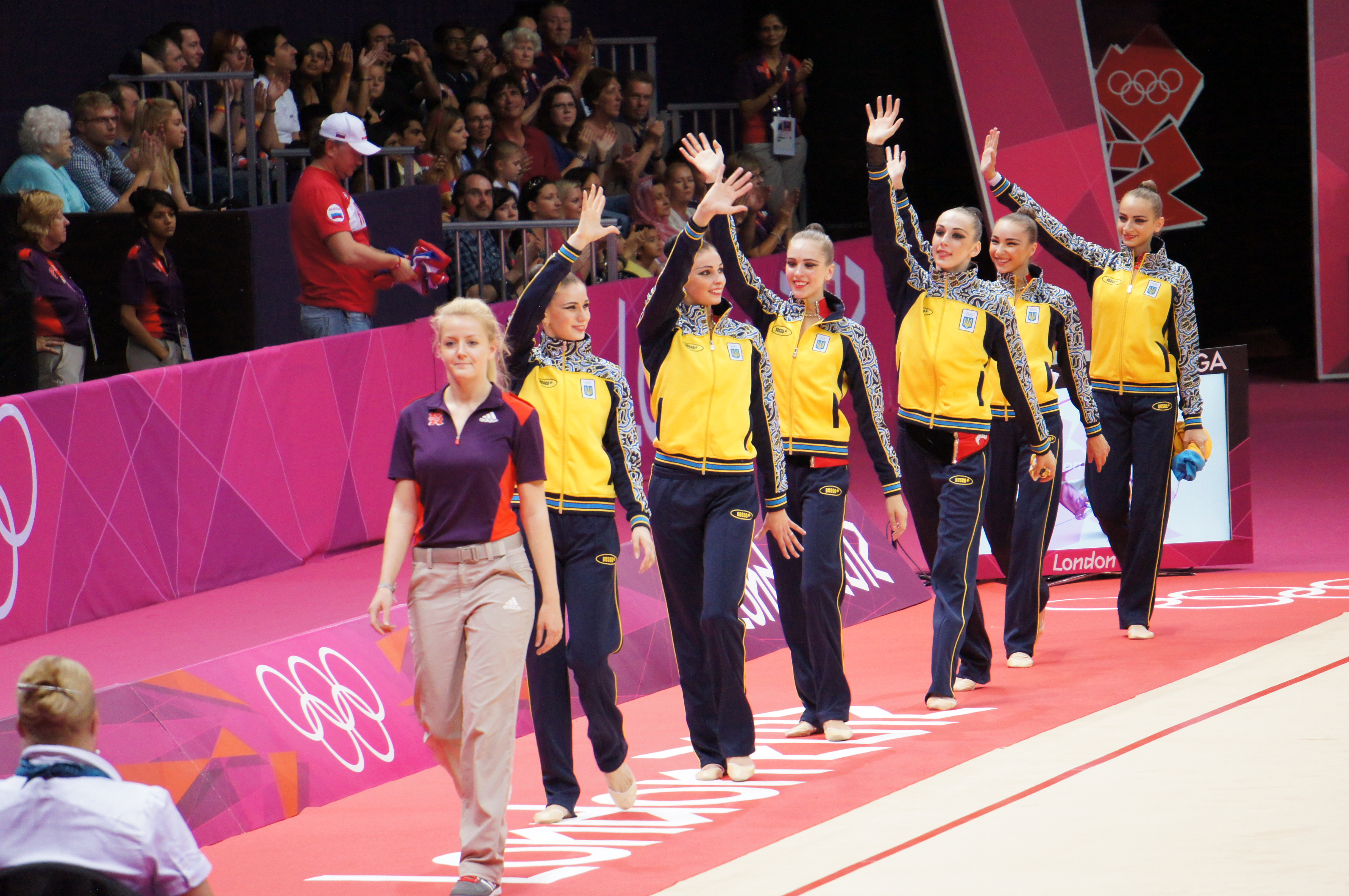
Ukraine kommt auf Platz 5
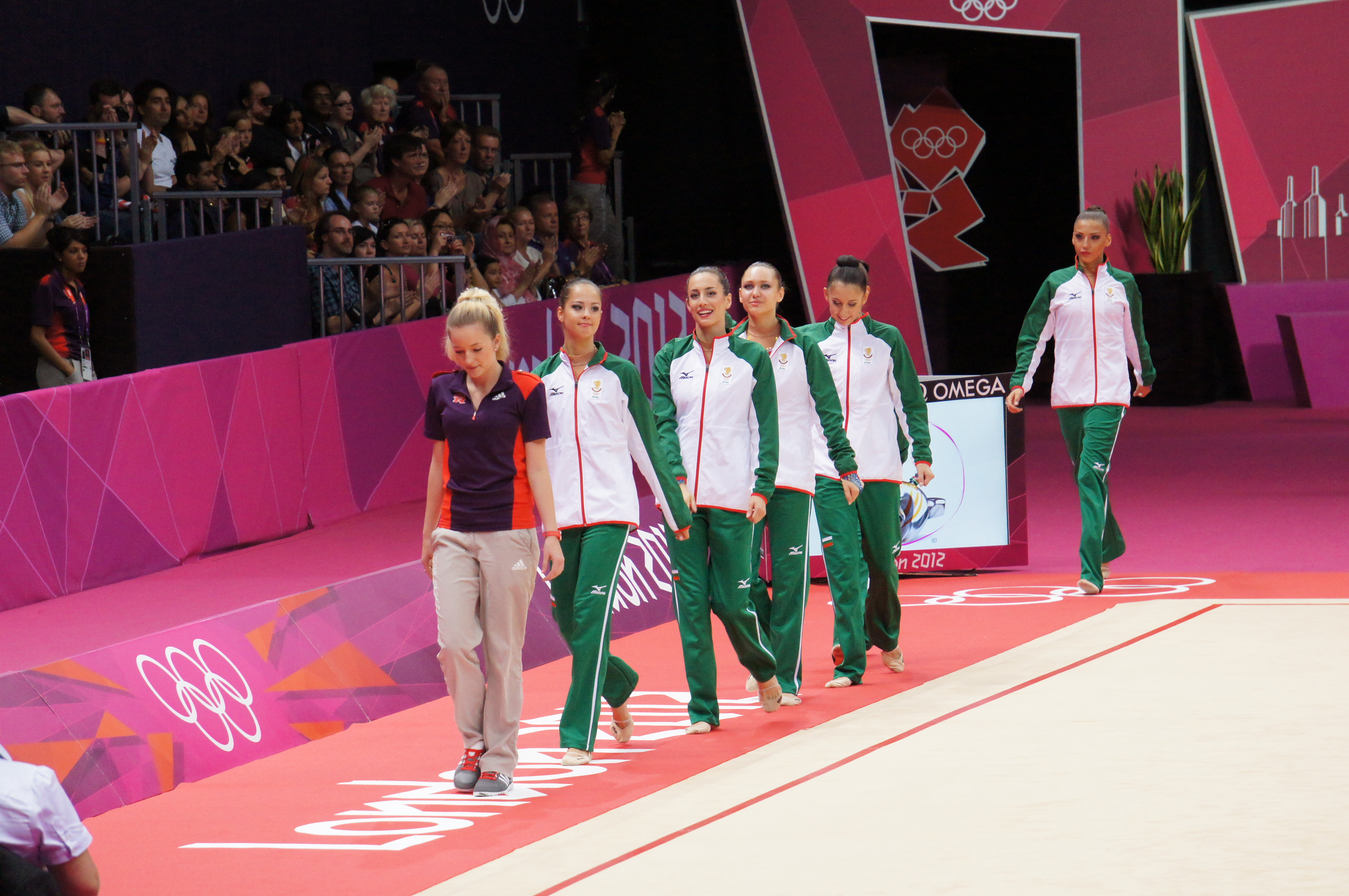
Platz 6 für Bulgarien
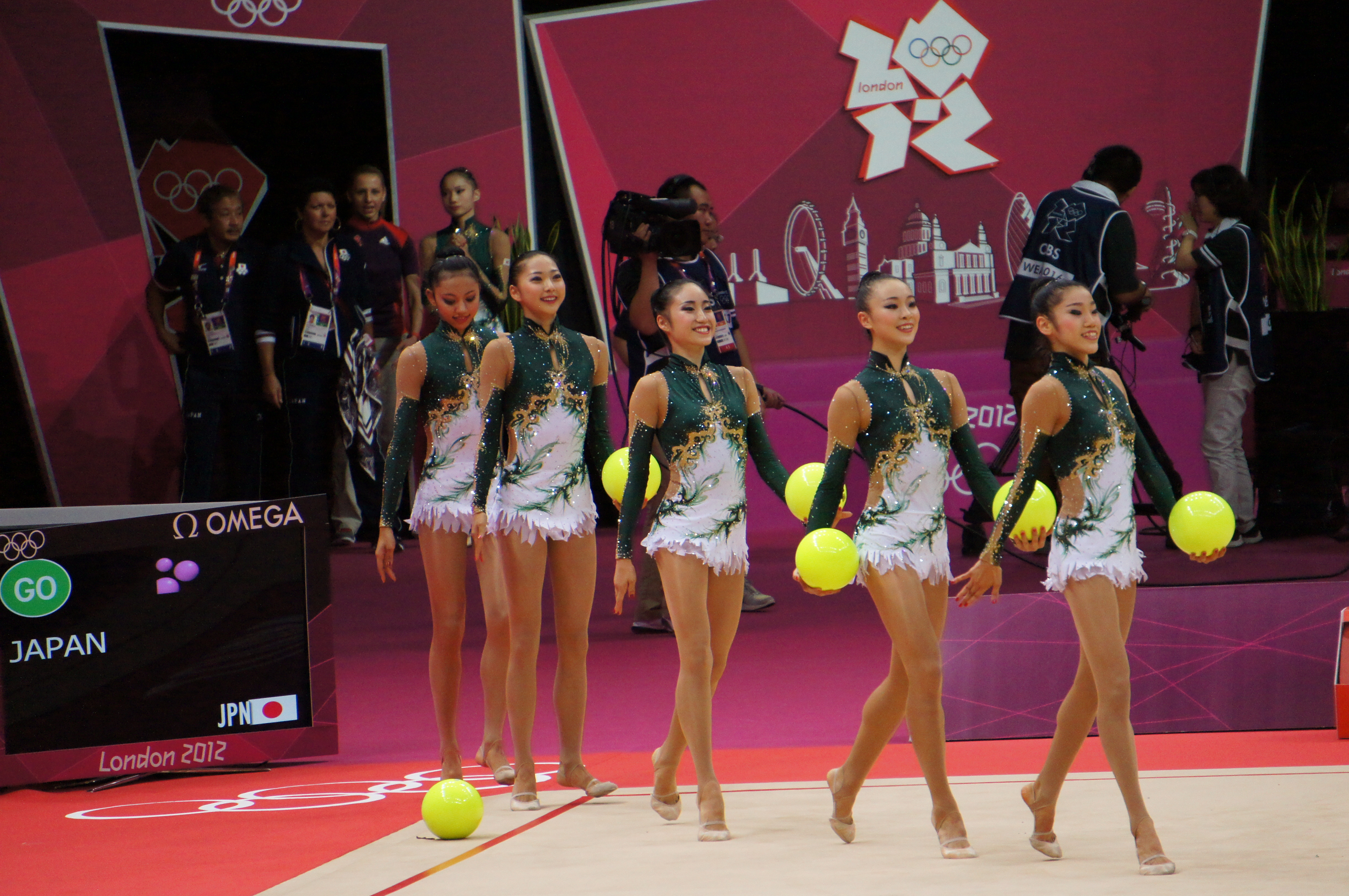
Japan belegt Platz 7
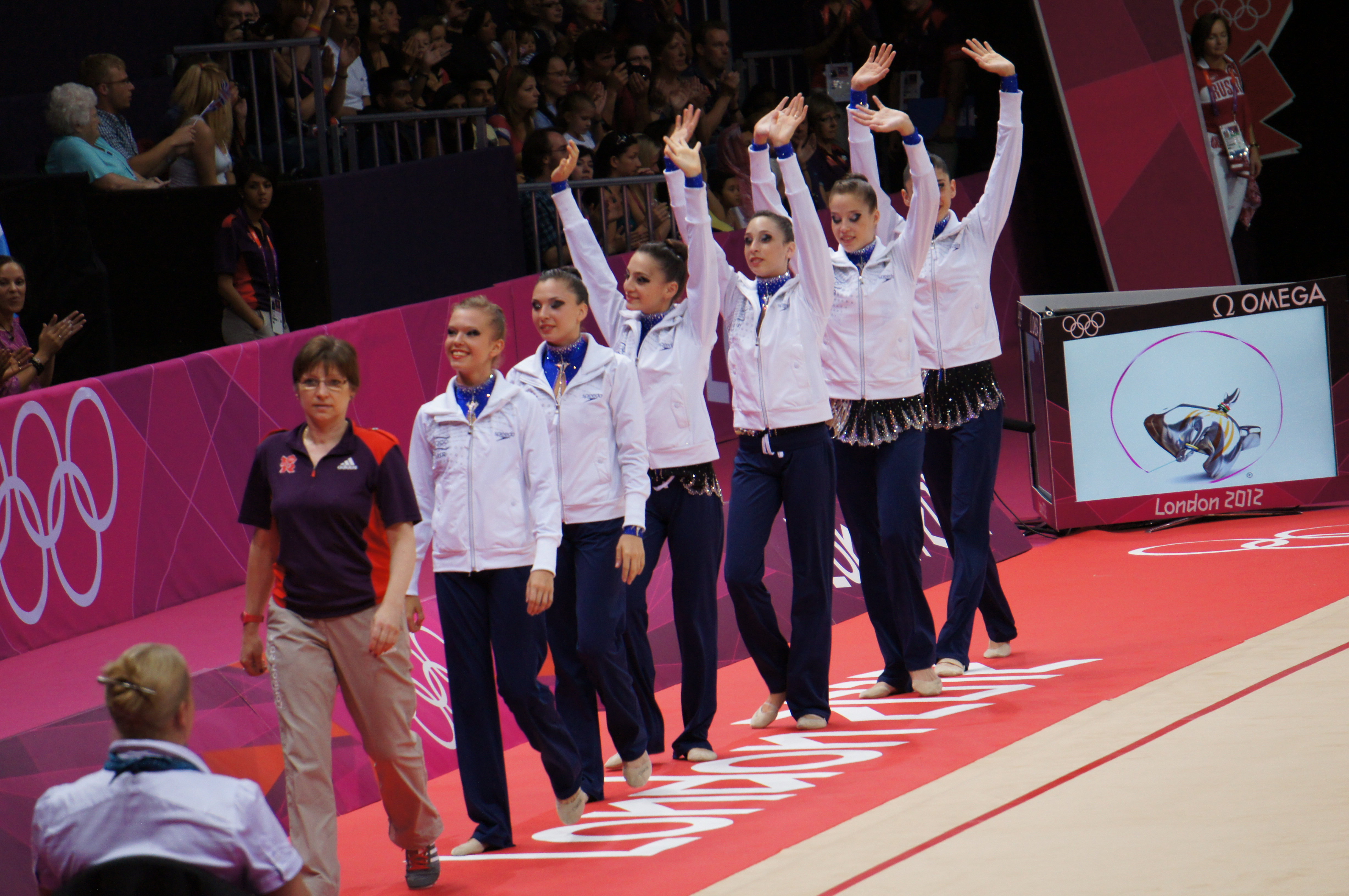
Israel kommt im Finale auf Platz 8